# Pastinaca capensis
Pastinaca capensis är en flockblommig växtart som beskrevs av Otto Wilhelm Sonder. Pastinaca capensis ingår i släktet palsternackor, och familjen flockblommiga växter. Inga underarter finns listade i Catalogue of Life.